# V-effekt
V-Effekt ou efeito V (do alemão Verfremdungseffekt) é uma elaboração artística do dramaturgo e diretor alemão Bertolt Brecht.
Pode ser traduzido como "efeito de estranhamento" ou "efeito de distanciamento" porém, há outras maneiras de se traduzir a palavra, como: "efeito de desilusão".
O efeito de estranhamento foi prática comum no teatro do início do século XX na Rússia e na Alemanha, principalmente entre os encenadores Erwin Piscator e Meierhold, assim como nas representações do agit-prop soviético. Este conceito se torna conhecido mundialmente a partir dos trabalhos teóricos de Bertolt Brecht, seu objetivo é tornar claro ao espectador que ele está frente a uma obra de arte, de que a representação teatral é uma ilusão.
Diversos artifícios na encenação ou na interpretação devem colocar o espectador dentro desta possibilidade. A encenação teatral baseada no efeito V deve lembrar ao espectador que ele sempre está no teatro, diferentemente das propostas artísticas de cunho naturalista que objetivam transformar a ação vivida no palco ou na arte num lugar onde o espectador esteja frente a uma "suposta" realidade.
Bertolt Brecht lembra que o v-effekt pode ser encontrado nas tragédias gregas, no teatro chinês e mesmo no dadaísmo, onde o admirador da obra de arte pode se deparar com coisas e situações estranhas, não habituais.

## No cinema
Esta forma de apresentação estranhada pode ser encontrada no cinema quando as câmeras podem ser mostradas durante o filme, sons desincronizados e fundos pretos ou atores olhando para as câmeras, procurando sempre lembrar que tudo é uma ação produto de uma filmagem, não se pretendendo criar uma situação real, prática comum nos filmes de Hollywood e mesmo na telenovela brasileira.

## Formalismo Russo
O conceito de V-Effekt se interliga diretamente com o de "defamiliarization" (остранение) muito utilizado dentro do Formalismo Russo, que o utiliza na literatura e na poesia. Ambos procuram produzir um efeito de estranhamento no leitor/platéia (sendo que a tradução literal dos dois termos se confundem). Brecht, que não seguiu os ditames do regime da burocracia soviética no terreno das artes, teve entre seus amigos alguns dos formalistas russos o dramaturgo (Sergei Tretyakov, executado em 1937).  Lukács, crítico de arte e um dos principais teóricos do stalinismo no terreno da arte, atacou Brecht como formalista, por suas propostas estéticas, como destaca Mark W. Clark (Revista Estudos avançados 21 (60), 2007).